# Dentalion
Dentalion is een geslacht van vliesvleugeligen uit de familie Eulophidae. De wetenschappelijke naam van dit geslacht is voor het eerst geldig gepubliceerd in 2011 door Hansson.

## Soorten
Het geslacht Dentalion omvat de volgende soorten:
- Dentalion alveum Hansson, 2011
- Dentalion ambonatum Hansson, 2011
- Dentalion apertum Hansson, 2011
- Dentalion apon Hansson, 2011
- Dentalion crassicornis Hansson, 2011
- Dentalion jimenezi Hansson, 2011
- Dentalion mischum Hansson, 2011
- Dentalion noyesi Hansson, 2011
- Dentalion pinguicornis Hansson, 2011
- Dentalion pnigaliae Hansson, 2011
- Dentalion quadrifer Hansson, 2011